# Les Quatre Filles du docteur March (série télévisée d'animation, 1987)
Pour les articles homonymes, voir Les Quatre Filles du docteur March (homonymie).
Les Quatre Filles du docteur March (愛の若草物語, Ai no Wakakusa Monogatari) est une série télévisée d'animation japonaise réalisée par Fumio Kurokawa et Nobushiki Yamazaki, d'après le roman éponyme de l’écrivain américain Louisa May Alcott, produite par la Nippon Animation et diffusée en 1987. En France, la série a été diffusée pour la première fois le 2 janvier 1989 sur la Cinq dans Youpi ! L'école est finie. Elle a été rediffusée, entre autres, sur France 5 dans Zouzous du 23 février 2012 au 27 mars 2012 et sur Mangas.
Depuis le 1er octobre 2017, l'anime est diffusé sur YouTube sur la chaine TeamKids.
Depuis le 1er février 2023, la série est diffusée et en version remasterisée sur la plateforme Okoo de France Télévision.
La série a été suivie en 1993 par Petite bonne femme.

## Synopsis
L'histoire se déroule aux États-Unis, pendant la guerre de Sécession. Le docteur March est parti pour le front, laissant à la maison sa femme et ses quatre filles : Margaret (surnommée Meg), seize ans, est mature et raisonnable ; Joséphine (surnommée Jo), quinze ans, le garçon manqué de la famille, est passionnée de lecture et souhaite devenir écrivain ; Élisabeth (surnommée Beth), treize ans, douce, timide et de santé fragile, est la pianiste de la famille ; Amy, sept ans, coquette et chipie, adore dessiner et peindre et est l'artiste de la famille.
Au début de l'anime, la famille March vit dans une maison luxueuse, mais lors d'un bombardement, elles doivent quitter la ville. Leur maison et leurs affaires ayant brûlé, elles sont accueillies chez leur tante March le temps de trouver une nouvelle maison, beaucoup plus modeste. Mais grâce à leur mère et à la solidarité de la famille, les quatre filles vivent plutôt bien ce changement. Entre-temps, Jo fait la connaissance d'un journaliste, Anthony. Comme il a critiqué sa nouvelle, elle est en froid avec lui au début, mais ils finissent par devenir amis très proches. Le jeune homme aidera Jo jusqu'au bout pour publier ses nouvelles.
Bientôt, un nouveau voisin s'installe près de chez elle. Du même âge que Jo, Théodore Lawrence, surnommé Laurie, vit avec son grand-père M. James Lawrence. Jo et Laurie font connaissance et le jeune homme se lie rapidement d'amitié avec ses voisines. Son grand-père et la timide Beth seront particulièrement liés, car elle rappelle au vieux monsieur sa petite-fille Linda, morte quelques années plus tôt. De son côté, Jo parvient enfin à faire publier dans le journal une de ses nouvelles, et Meg tombe progressivement amoureuse du précepteur de Laurie, M. Brooke. Mais un jour, le docteur March tombe gravement malade. Mme March est forcée de se rendre à son chevet, à l'hôpital de Washington. Pour lui permettre de payer son billet de train, Jo se fait couper les cheveux et les vend. En l'absence de Mme March, Beth contracte la scarlatine pour s'être occupée d'une famille dans la misère. Mme March rentre aussitôt à la maison ; Beth guérit, mais sa santé reste affaiblie. Noël approche et les quatre jeunes filles décorent le sapin. C'est à ce moment-là que M. March rentre à la maison, pour la plus grande joie de tous. Quelques jours plus tard, Meg et M. Brooke s'avouent leur amour et décident de se fiancer, avec la bénédiction de M. March. Le printemps est revenu et Jo a décidé d'aller vivre une carrière d'écrivain à New York. L'anime s'achève sur son départ, à la grande tristesse de Laurie qui en était secrètement amoureux.

## Personnages
- Margaret "Meg" March : elle est l'aînée des quatre sœurs. Elle est âgée de seize ans au début de l'anime et de dix-huit ans à la fin. Doté d'une grande beauté et très intelligente, elle prend son rôle d'aînée très au sérieux. Après le déménagement, Meg travaille comme préceptrice chez les Kings, une riche famille bourgeoise, et les envie souvent pour le luxe dans lequel ils vivent. Son rêve serait d'avoir une grande maison avec des domestiques, de belles robes, des bijoux et beaucoup d'argent. Pourtant, elle tombera amoureuse de M. Brooke, le précepteur de Laurie, qu'elle finira par épouser, bien qu'il soit de condition modeste.
- Joséphine "Jo" March : âgée de quinze ans au début et de dix-sept ans à la fin, elle est la plus turbulente de la famille et un vrai garçon manqué. Intrépide et courageuse, elle regrette infiniment d'être une fille. Après le déménagement, elle passe ses journées à tenir compagnie à sa tante March. Sa seule beauté sont ses longs cheveux bruns, qu'elle sacrifiera pour permettre à sa mère de payer le billet de train pour Washington. C'est la première à avoir sympathisé avec Laurie. Jo aime par-dessus tout lire et écrire, et s'entraîne pour réaliser un jour son plus grand rêve : devenir un grand écrivain. Elle écrit une pièce de théâtre que ses sœurs jouent le jour de Noël, un roman qu'Amy brûlera dans un mouvement d'humeur, et plusieurs nouvelles dont une qui sera publiée dans un journal local.
- Élisabeth (Beth) March : elle est âgée de treize ans au début et de quinze ans à la fin. Elle est de tempérament doux et aimable ; bonne et généreuse, elle aime s'occuper des autres, notamment de ses poupées et de Calinou, son chaton. Beth est également très timide : c'est pour cette raison qu'elle n'est pas scolarisée. Elle passe ses journées à la maison, à aider au ménage. Elle aime beaucoup Jo, qu'elle encourage dans ses projets d'écriture. Passionnée par la musique, Beth disposait d'un excellent piano au début, mais après le déménagement, elle doit s'entraîner sur un vieux piano désaccordé, ce qui est une vraie torture pour elle. La musique la rapproche de son voisin M. Lawrence, à qui elle rappelle sa petite-fille. D'abord effrayée par l'air sévère du vieux monsieur, Beth accepte malgré tout d'aller jouer du piano chez lui, et lui offre des pantoufles pour le remercier. Quand M. Lawrence lui offre un splendide piano, la jeune fille est si reconnaissante que sa peur s'envole ; plus tard, Amy dira qu'on aurait dit un grand-père et sa petite-fille. Atteinte de scarlatine pour avoir aidé une famille dans la misère, Beth manque de mourir, mais guérit grâce au dévouement de Jo, Meg et Hannah.
- Amy March : âgée de sept ans au début et de neuf ans à la fin, elle est très coquette et aime employer des grands mots, dont elle ne comprend pas toujours le sens. C'est elle la narratrice. Au début de l'histoire, elle est très orgueilleuse, mais finira par s'adoucir au fil du temps. Son autre grand défaut est la gourmandise : son estomac gargouille au seul mot de nourriture. Scolarisée à l'école du village, elle s'entend très bien avec ses amies qui apprécient son tempérament joyeux et spontané. Elle aime beaucoup Meg, qui est pour elle comme une seconde maman, et admire Beth. Elle se dispute souvent avec Jo, car elles ont toutes deux un caractère emporté, et brûlera d'ailleurs un de ses romans pour se venger de ce que Jo ne l'ait pas emmenée au théâtre. Passionnée par le dessin et la peinture, elle est l'artiste de la famille.
- Mme March : image de la mère modèle, elle aime beaucoup et également toutes ses filles, et leur apprend à secourir les plus pauvres, à se corriger de leurs défauts (en particulier pour Jo, à qui elle apprendra à maîtriser son impétuosité) et à aimer le travail. Très coléreuse dans sa jeunesse, elle s'est corrigée grâce à son mari qu'elle qualifie d'homme exemplaire et du meilleur exemple possible. Malgré la guerre et l'absence de son mari, elle parvient à faire régner une harmonie presque constante dans la maison. Ses filles l'admirent, surtout Jo, qui s'est promis de devenir aussi bonne qu'elle.
- M. March : pasteur et médecin, il s'est engagé dans l'armée. Il aime tendrement sa femme, qu'il a d'ailleurs aidé à maîtriser sa colère d'autrefois, et a comme elle le souci de faire de ses filles des femmes généreuses et accomplies. Il fait une première apparition au début de l'anime, avant de repartir au front, et reviendra définitivement un an et demi plus tard, le jour de Noël.
- Théodore "Laurie" Lawrence : voisin de la famille March, il vit avec son grand-père M. James Lawrence et étudie pour rentrer à l'université. Son père avait épousé une pianiste italienne, au grand dam de M. Lawrence, qui ne s'est jamais réconcilié avec son fils car les parents de Laurie sont morts deux ans plus tôt. Le jeune homme n'a d'autre parent que son grand-père. Excellent pianiste, son rêve était de devenir un grand concertiste et de voyager à travers le monde, mais il y a renoncé à la mort de son père. Particulièrement ami avec Jo, il en est secrètement amoureux, ce qui le rend parfois jaloux d'Anthony, l'autre ami de Jo. Il sera le plus attristé par son départ à New York.
- M. James Lawrence : grand-père de Laurie, il s'était brouillé avec son fils car ce dernier avait épousé une pianiste italienne. Il a recueilli son petit-fils, qui habite toujours avec lui, et il espère qu'il puisse faire des études sérieuses. Il ne supporte pas de le voir jouer du piano, car cela lui rappelle sa dispute avec son fils. Heureusement, il se réconciliera avec la musique en faisant la connaissance de Beth, qui lui rappelle sa petite-fille Lynda, cousine de Laurie, qui jouait magnifiquement du piano. Il invitera la jeune fille venir jouer chez lui. Beth lui offre des pantoufles pour le remercier. Très ému de ce cadeau, le vieux monsieur lui offre un magnifique piano qui appartenait autrefois à sa petite-fille. Sous les apparences, c'est un être très sensible.

## Fiche technique
- Titre original : 愛の若草物語 (Ai no Wakakusa Monogatari)
- Titre français : Les Quatre Filles du docteur March
- Réalisation : Fumio Kurokawa et Nobushiki Yamazaki
- Scénario : Akira Miyazaki, d'après le roman de Louisa May Alcott
- Direction artistique : Masamichi Takano
- Conception des personnages : Yoshifumi Kondô, Toshiki Yamazaki
- Animation : Toshiki Yamazaki, Takumi Koyama, Atsuko Otani (supervision)
- Layout : Jun'Ichi Hashimoto
- Photographie : Toshiaki Morita
- Musique : Kazuo Otani
- Production : Junzô Nakajima
- Société de production : Nippon Animation
- Société de distribution : Fuji TV
- Pays d'origine : Japon
- Langue originale : japonais
- Format : couleur — 35 mm — 1,33:1 — son mono
- Genre : animation
- Nombre d'épisodes : 48 (1 saison)
- Durée : 22 minutes
- Dates de première diffusion :
  -  Japon : 1er janvier 1987
  -  France : février 1989

## Distribution

### Voix japonaises
- Keiko Han : Margaret "Meg" March
- Eiko Yamada : Joséphine "Jo" March
- Mayumi Shō : Elisabeth "Beth" March
- Rei Sakuma : Amy March
- Taeko Nakanishi : Mary March
- Osamu Saka : Frederic March
- Kōzō Shioya : David Forrest
- Kohei Miyauchi : James Lawrence
- Nobuo Tobita : Theodore "Laurie" Lawrence

### Voix françaises
- Virginie Méry : Margaret "Meg" March
- Laurence Crouzet : Joséphine "Jo" March
- Valérie Siclay : Elisabeth "Beth" March / Annie Moffat
- Aurélia Bruno : Amy March / Patty King
- Évelyne Grandjean : Mary March (1re voix) / Sallie Gardiner
- Monique Thierry : Mary March (2e voix) / Esther
- Bernard Tiphaine : Frederic March
- Gilles Laurent : David Forrest / James Lawrence / John Brooke
- Emmanuel Curtil : Anthony Boone / Théodore "Laurie" Lawrence
- Jeanine Freson : Tante Marthe March
- Jane Val : Hannah

## Épisodes
1. Le Retour de papa
2. Calinou
3. Le Déserteur
4. La vie continue
5. Danger sur la ville
6. Le Déménagement
7. La Tante Marthe
8. À la recherche d'une maison
9. L'Irascible Jo
10. Critiques et Louanges
11. Une femme amère
12. L'Orage
13. Une maison étrange
14. L'Arrivée de Laurie
15. Un voisin curieux
16. Je n'ai pas volé cet argent
17. Le Discours du président Lincoln
18. Début en société
19. Un garçon sympathique
20. Jo en visite chez les Lawrence
21. Des cadeaux d'un dollar
22. Un Noël superbe
23. Une surprise pour Beth
24. Meg amoureuse
25. Le Chef-d'œuvre de Jo
26. Beth et monsieur Lawrence
27. L'Humiliation d'Amy
28. Amy et le Théâtre
29. Amy tombe dans la rivière
30. Le Voyage de Meg
31. Meg n'est pas une poupée
32. Une femme capricieuse
33. La Fête en plein air
34. Amy a des hallucinations
35. Meg est amoureuse
36. Le roman est publié
37. L'Inquiétude
38. Mauvaises Nouvelles
39. Les Lettres
40. La Maladie
41. Aide-toi et le ciel t'aidera
42. Retour à la maison
43. En route pour New-York
44. Qui a écrit cette lettre
45. Laurie dans l'œil du cyclone
46. Une surprise pour Noël
47. Au revoir Anthony
48. Le Grand Espoir

## Génériques

### Génériques japonais
Générique de début
1. L'invitation de la jeune herbe (若草の招待状, Wakakusa no shōtaijō?) (Jusqu'au 14e épisode)
  - Chanté par Eri Nitta
  - Paroles de Yasushi Akimoto
  - Musique de Toshihiko Takamizawa
  - Arrangement de Jun Satō
2. Un jour, je suis sûr (いつかきっと！, Itsu ka kitto!?) (Depuis le 15e épisode)
  - Chanté par Keiko Han, Eiko Yamada, Mayumi Shō et Rei Sakuma
  - Paroles de Yumi Ōkubo
  - Musique de Kōichi Morita
  - Arrangement de Kazuo Ōtani
  - Les temps impairs sont la 1re section, les temps pairs sont la 2e section.

Générique de fin
1. Coucher de soleil, vent et mélodie (夕陽と風とメロディ, Yūhi to kaze to merodi?) (Jusqu'au 14e épisode)
  - Chanté par Eri Nitta
  - Paroles de Keiko Asō
  - Musique et arrangement de Masataka Matsutōya
2. Berceuse à mon père (お父様へのララバイ, Otōsama eno rarabai?) (Depuis le 15e épisode)
  - Chanté par Satoko Shimonari
  - Paroles de Yumi Ōkubo
  - Musique et arrangement de Kōichi Morita

### Génériques français
- Le générique français : Les Quatre Filles Du Docteur March

Chanté par Claude Lombard.

## Morceaux de piano
- La Lettre à Élise, Beethoven
- Sonate Clair de Lune, 1er mouvement, Beethoven
- Sonate Pathétique, Adagio, 2e mouvement, Beethoven
- Rêve d'amour no 3, Liszt
- Étude no 3 op 10 (Tristesse), Chopin
- Rêverie, Schumann
- Le Gai Laboureur, Schumann
- Jeux d’enfants, Debussy